# Vrångö nya kyrkogård

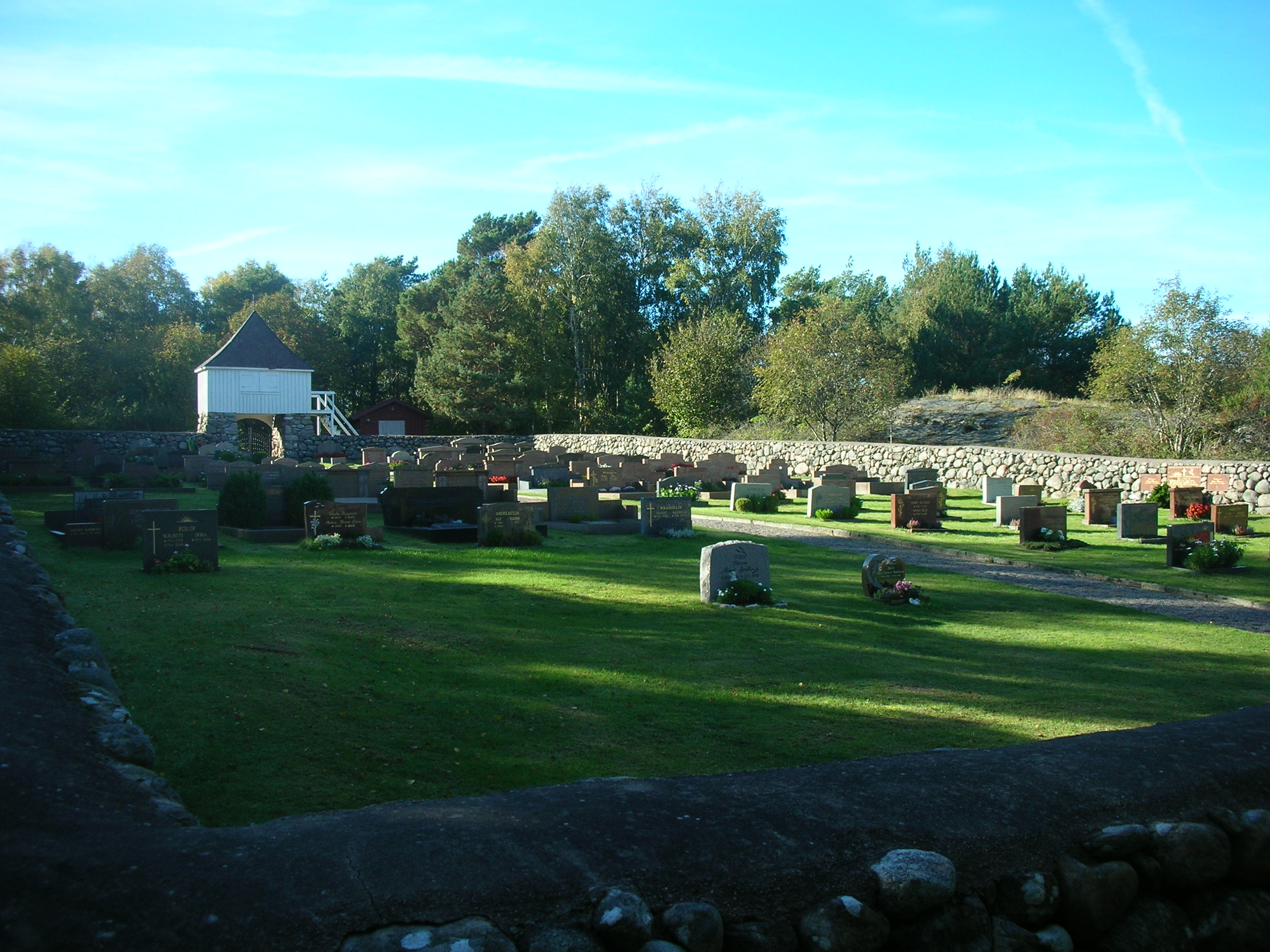
Vrångö nya kyrkogård, september 2015.

Vrångö nya kyrkogård är en kyrkogård på Vrångö i stadsdelen Styrsö i Göteborg.
Vrångö nya kyrkogård invigdes 1935. Kyrkogården är omgiven av en kraftig gråstensmur och i muren finns ett klocktorn. Innanför kyrkogårdsmuren finns en labyrint från förkristen tid med en diameter på 10,5 meter. Utanför muren finns två mindre labyrinter och ett solkors.
Kyrkogården har 109 gravplatser och är belägen på öns östra sida, söder om gamla kyrkogården.